# Eliaquim (Bíblia)
Eliaquim (em hebraico: אֶלְיָקִים, em grego: Ελιακιμ, em latim: Eliacim) foi um filho de Hilquias que sucedeu Sebna para tornar-se o ministro das finanças do rei Ezequias.

## Menções no Antigo Testamento
- II Reis 18:18
- II Reis 18:26
- II Reis 18:37
- II Reis 19:2
- Isaías 22:20
- Isaías 36:3
- Isaías 36:11
- Isaías 36:22
- Isaías 37:2

Eliaquim era também o nome de nascimento do rei Joaquim de Judá.

## Menções no Novo Testamento
No Novo Testamento um novo Eliaquim é incluído na Genealogia de Jesus em Mateus 1:13 e Lucas 3:30.